# Гексофен
Гексофен (или гексашахматы) — двухсторонняя шахматная игра на трёхцветной правильной шестиугольной доске с 91 клеткой. Разработана В. Трубицыным (Россия, Санкт-Петербург) в 1997 году. Представляет собой переработку гексагональных шахмат Глинского.

## История
Гексофен, или гексашахматы, разработаны в Санкт-Петербурге В. Трубицыным. Первая публикация о них вышла в газете «Игрок» в 1997 году.
Целью создания нового варианта гексагональных шахмат автор называет желание исправить недостатки, имеющиеся, по его мнению, в наиболее известных вариантах гексагональных шахмат — шахматах Глинского и шахматах Шафрана, равно как и в других известных вариантах шахмат на шестиугольной доске, в частности:
- неоптимальная плотность игры (отношение общего количества фигур к количеству полей) — автор считает оптимальной плотностью для гексагональных шахмат 0,45, в то время как в шахматах Глинского она составляет 0,39, а в шахматах Шафрана — 0,51;
- нарушение равенства числа коней и слонов;
- нарушение параллельности пешечных фронтов (различно расстояние между пешками на разных вертикалях);
- в шахматах Глинского — начальная расстановка охватывает большую площадь, снижая разнообразие дебютов;
- в шахматах Шафрана — начальная расстановка пешек такова, что разница в расстоянии до поля превращения для разных пешек составляет до 4 ходов;
- изменение поведения пешки в шахматах Глинского (пешка ходит вперёд, но бьёт по направлению хода ладьи).

Кроме того, критику вызывает нотация, принятая на шестиугольных досках в существующих вариантах. По сути, она представляет собой адаптированную версию нотации для обычной прямоугольной доски; основной её недостаток в том, что определять координаты полей удобно только смотря на доску со стороны белых.

## Общая характеристика
За основу взят вариант гексагональных шахмат Глинского.
- Доска аналогична доске Глинского — правильный шестиугольник с 91 полем.
- Добавлено по одному коню и по две пешки каждому противнику.
- Изменена начальная расстановка фигур и пешек: фигуры за пешечным рядом стоят в плотной компоновке, внутри начальной позиции нет пустых полей.
- Принципиальное отличие как от обычных шахмат, так и от других вариантов гексагональных шахмат — начальные позиции белых и чёрных центрально-симметричны относительно центра доски.
- Ходы фигур аналогичны шахматам Глинского, за исключением пешки — она ходит аналогично шахматам Шафрана.
- Предложена собственная буквенно-цифровая нотация для шестиугольной доски ACEK (АЦЕК), в которой каждое поле обозначается тремя знаками.
- Предложена новая система обозначения фигур на диаграммах — стилизованные изображения шахматных фигур заменены на абстрактные, легко рисуемые геометрические обозначения.

## Правила

### Инвентарь
Игра ведётся на равносторонней шестиугольной доске, разделённой на 91 шестиугольное поле (аналогично шахматам Глинского). Поля раскрашены в три цвета. Роль горизонталей и вертикалей на доске выполняют ряды полей, соприкасающихся сторонами. Роль диагоналей — ряды полей одного цвета (соседние поля диагонали не соприкасаются, между ними находится общая сторона двух соседних полей.
Каждый из двух соперников имеет следующий комплект фигур: король, ферзь, 2 ладьи, 3 слона, 3 коня, 11 пешек.

### Обозначения фигур
Для упрощения изображения диаграмм предложена система обозначения фигур в виде абстрактных геометрических символов.

Универсальное обозначение фигур
Ферзь
Король
Слон
Конь
Ладья
Пешка

### Нотация

Доска и начальная расстановка фигур

В гексофене применяется своя универсальная система записи партий АСЕК (читается АЦЕК). Систему координат можно видеть на иллюстрации.
- Доска мысленно делится на три сектора, имеющих форму ромба: нижний левый, верхний и нижний правый. Они обозначаются буквами A, C и E соответственно. Буквенные обозначения ставятся рядом с внутренними углами соответствующих секторов.
- Поля на сторонах доски помечаются цифровыми координатами: от 0 до 5. Нулевую координату имеют поля, находящиеся на стыке секторов, координата увеличивается при движении от края сектора к центральному углу.
- Поле доски обозначается тремя знаками: буквой, обозначающей сектор, и двумя цифровыми координатами в пределах этого сектора, первая — левая от буквы, вторая — правая от буквы. Например, угловые ячейки доски обозначаются так: а55, a05, с55, c05, е55, e05.

Очевидно, что система координат несколько избыточна — три нулевых ряда ячеек могут быть обозначены координатами как левого, так и правого от них сектора, а центральная ячейка имеет целых три обозначения: a00, c00 и e00. В целях единообразия ячейки нулевых рядов рекомендуется относить к правым секторам (например, верхний левый угол доски обозначать a05, а не c50), а центральную ячейку обозначать через индекс а00.
Предложенная нотация, по мнению автора, более естественна для шестиугольной доски, она легко может быть распространена на аналогичную доску любых размеров и удобнее читается с любой стороны доски.

### Расстановка фигур
Белые: Кр-е05, Ф-е15, Л-а52, Л-е25, С-а51, С-е04, С-е35, К-а53, К-а41, К-е14, пешки: а55, а54, а43, а42, а31, е03, е13, е24, е34, е45, е55.
Черные: Кр-с55, Ф-с54, Л-с35, Л-с53, С-с45, С-с44, С-с52, К-с25, К-с34, К-с43, пешки: с05, с15, с14, с24, с23, с33, с32, с42, с41, с51, а05.

### Ходы фигур
Ферзь передвигается и угрожает по 12 лучам шести направлений (по трём ортогональным и трём диагональным).
Король является миниферзём, активность которого ограничена одним шагом.
Слон передвигается по шести лучам трёх диагональных направлений по ячейкам одного цвета. В гексагональной структуре эти одноцветные ячейки не касаются друг друга, поэтому путь слона выглядит пунктирным (то есть дискретным), что обуславливает в гексашахматах его фантастическую проницаемость.
Конь передвигается и угрожает на ближайшие недосягаемые для ферзя пункты.
Ладья передвигается и угрожает по ортогональным направлениям игрового пространства с обязательным чередованием цвета ячеек по любому направлению. Из одной ячейки, лежащей не в крайнем ряду ячеек, она может передвигаться по шести лучам трех направлений.
Пешка, как и в общеизвестной игре, ходит только вперёд по ортогональному направлению, а угрожает по двум соседним диагональным направлениям.
Рокировка отсутствует, поскольку из-за необычной формы доски и повышенной активности фигур считается ненужной.